# キム・アレキシス

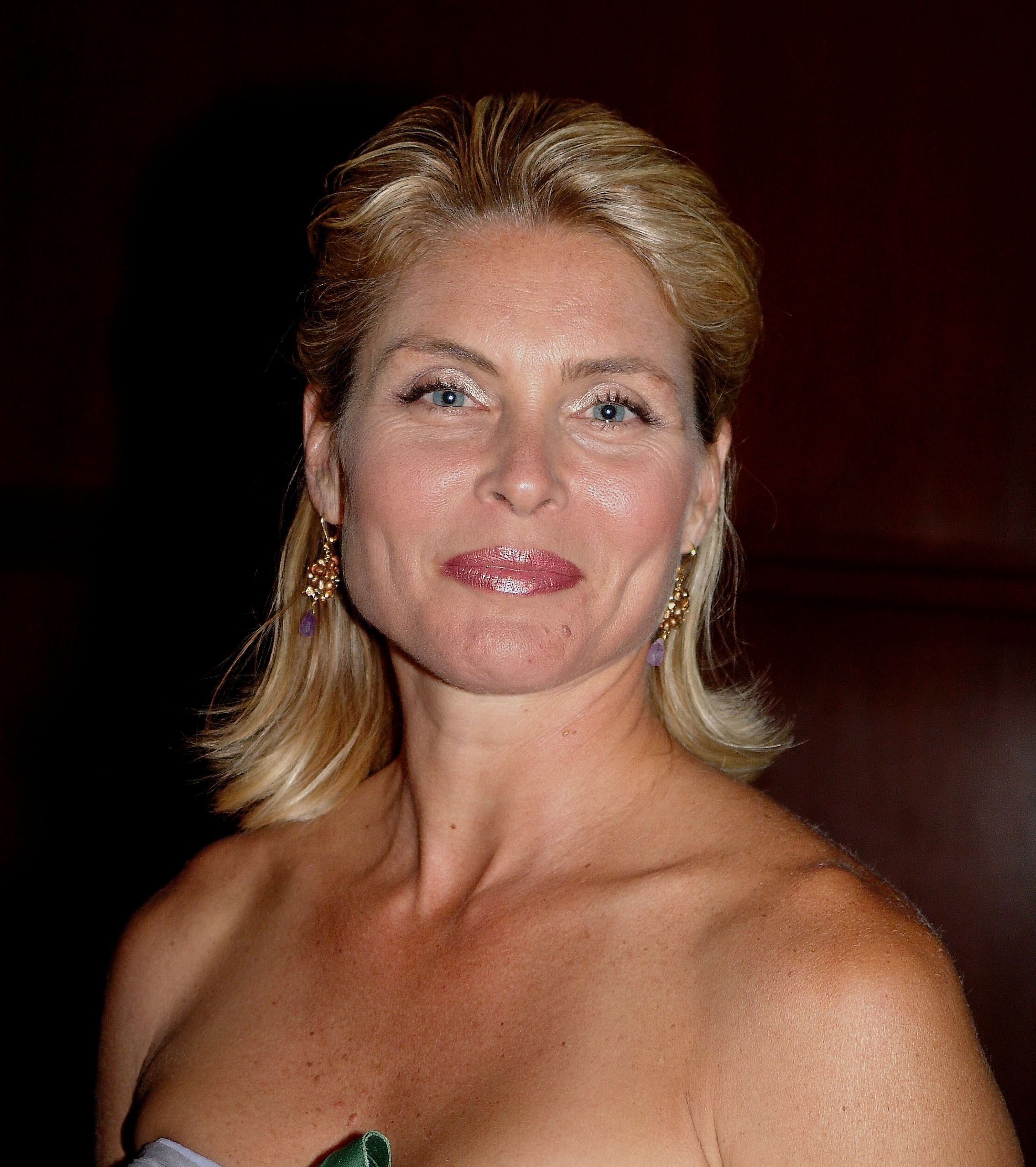
キム・アレキシス

キム・アレキシス（Kim Alexis, 1960年7月15日 - ）はスーパーモデル。ニューヨーク州ロックポート出身。
1990年代前半にファミリー・チャンネルの司会に抜擢。1998年にはホーリーマンで映画デビューを果たし、エディ・マーフィと共演している。
セクシーなボディとは対照的に、敬虔なクリスチャン・純潔運動家としても知られており、米国各地で精力的に講演会を行っている。